# Jocelyn Blanchard
Jocelyn Blanchard (Béthune, Francia, 28 de mayo de 1972) es un exfutbolista francés. Se desempeñaba en la posición de centrocampista.

## Clubes
| Club               | País    | Año         |
| ------------------ | ------- | ----------- |
| U. S. L. Dunkerque | Francia | 1990 - 1995 |
| F. C. Metz         | Francia | 1995 - 1998 |
| Juventus F. C.     | Italia  | 1998 - 1999 |
| Racing de Lens     | Francia | 1999 - 2003 |
| Austria Viena      | Austria | 2003 - 2009 |
| Austria Kärnten    | Austria | 2009 - 2010 |

## Palmarés

### Campeonatos nacionales
| Título                     | Club          | País    | Año     |
| -------------------------- | ------------- | ------- | ------- |
| Copa de la Liga de Francia | F. C. Metz    | Francia | 1995-96 |
| Copa de Austria            | Austria Viena | Austria | 2004-05 |
| Bundesliga                 | Austria Viena | Austria | 2005-06 |
| Copa de Austria            | Austria Viena | Austria | 2005-06 |
| Copa de Austria            | Austria Viena | Austria | 2006-07 |